# Tatjana Zatułowska
Tatjana Jakowlewna Zatułowska, ros. Татьяна Яковлевна Затуловская (ur. 8 grudnia 1935 w Baku, zm. 2 lipca 2017) – rosyjska szachistka od 2000 r. reprezentująca Izrael, arcymistrzyni od 1976 roku.

## Kariera szachowa
Od pierwszych lat 60. do połowy 70. XX wieku należała do ścisłej światowej czołówki. Trzykrotnie wystąpiła w turniejach pretendentek, za każdym razem zajmując czołowe miejsca: VI (Vrnjačka Banja, 1961), I-III (Suchumi, 1964) i II-III (Subotica, 1967). W roku 1971, po zmianie systemu wyłaniania mistrzyni świata, zajęła III miejsce w turnieju międzystrefowym w Ochrydzie i awansowała do meczów pretendentek, przegrywając w tym samym roku w Mińsku w I rundzie z Ałłą Kusznir. Dzięki wynikom z lat 1964-1971 sklasyfikowana była wówczas w pierwszej piątce na świecie. W latach następnych jeszcze trzykrotnie uczestniczyła w turniejach międzystrefowych, ale awansu do kolejnego etapu rozgrywek już nie zdołała wywalczyć (najlepszy wynik – VI m. w Tbilisi w 1976).
W latach 1963 i 1966 dwukrotnie reprezentowała Związek Radziecki na szachowych olimpiadach, zdobywając wraz z drużyną dwa medale złote oraz indywidualnie złoty (1966 – za wynik na III szachownicy) i srebrny (1963 – na II szachownicy) medal. W turnieju olimpijskim wystąpiła jeszcze raz jako zawodniczka Izraela w roku 2002 w Bledzie.
W roku 1962 zdobyła tytuł mistrzyni ZSRR, a w latach 1960 i 1963 dzieliła I lokaty, ale obie dogrywki o złote medale przegrała (z Walentiną Borisienko i Maają Ranniku). W kolejnych latach zwyciężyła w międzynarodowych turniejach rozegranych m.in. w Sinaia (1968), Balatonszéplak (1970), Wijk aan Zee (1972) i Piotrkowie Trybunalskim (1979). W 1993 i 1997 roku dwukrotnie zdobyła tytuł mistrzyni świata "weteranek" (zawodniczek pow. 50. roku życia).
Najwyższy ranking w karierze osiągnęła 1 lipca 1972 r., z wynikiem 2270 punktów dzieliła wówczas 11-12. miejsce na światowej liście FIDE.